# Diecéze Abakaliki
Diecéze Abakaliki je diecéze římskokatolické církve, nacházející se v Nigérii.

## Území
Diecéze zahrnuje město Abakaliki, kde se nachází hlavní chrám diecéze, Katedrála svaté Terezie.
Rozděluje se do 105 farností. K roku 2012 měla 484 720 věřících, 124 diecézních kněží, 9 řeholníků a 185 řeholnic.

## Historie
Diecéze byla založena 1. března 1973 bulou Inter tot acerbitates papeže Pavla VI. a to z části území diecéze Ogoja.

## Seznam biskupů
- Thomas McGettrick, S.P.S. (1973 - 1983)
- Michael Nnachi Okoro (od 1983)